# New York Public Library
New York Public Library er det kommunale folkebibliotek i New York. Det regnes som et af verdens fornemmeste biblioteker, og det er et af verden største biblioteker.
I New York er der tre forskellige offentlige bibliotekssystemer, der tjener borgerne. Dette bibliotek er hovedbiblioteket, og de to andre ligger i Brooklyn og Queens. Hovedbiblioteket er ligeledes et af de førende biblioteker i hele USA.
Bibliotekets hovedbygning på Fifth Avenue er bygget i den franske stil Beaux-Arts og er arkitektfirmaet Carrere and Hastings fornemmeste bygningsværk. Det faktum, at biblioteket besidder en ægte Gutenberg-bibel og et eksemplar af Philosophiae Naturalis Principia Mathematica, et 3-bindsværk af Isaac Newton fra 1687, er med til at give biblioteket dets flotte ry.
Sent i det 19. århundrede havde New York to referencebiblioteker, der var åbne for offentligheden: Astor biblioteket fra 1849, som blev bygget for 400.000 dollars givet af John Jacob Astor I (ikke at forveksle med John Jacob Astor IV, der gik ned med Titanic; de var dog i familie), og Lenox biblioteket, grundlagt af bogsamleren James Lenox.
I 1886 gav Samuel J. Tilden, guvernør og præsidentkandidat, 2,4 millioner dollars til etablering af et gratis, offentligt bibliotek til byen. Advokaten John Bigelow fik den gode idé at samle ressourcerne fra Astor og Lenox bibliotekerne og lave ét stort bibliotek. Selskabet blev skabt i 1895. Flere instanser donerede penge til projektet, og biblioteket er derfor et fælles projekt for private investorer og regeringen. Bygningen, som den (næsten) står i dag, blev indviet i 1911.
De berømte løver, der vogter indgangen til biblioteket, er lavet af billedhuggeren Edward Clark Potter. De hed oprindeligt Leo Astor og Leo Lenox til ære for bibliotekets grundlæggere. Navnene blev så ændret til Lord Astor og Lady Lenox (selvom begge løver er hanløver). I 1930'erne fik de af borgmester Fiorello LaGuardia kælenavnene "Patience" og "Fortitude" (tålmodighed og styrke). Han valgte disse navne, da han mente, at New Yorks borgere havde brug for begge disse evner for at komme igennem depressionen. Patience ligger på sydsiden (til venstre, hvis man står og kigger mod indgangen) og Fortitude på nordsiden. (Folk i New York rynker på næsen ad de storslåede navne og kalder dem bare "Uptown" og "Downtown.")
Bibliotekets hovedrum er det berømte værelse 315, et meget majestætisk syn. Rummet er 23,8 m. bredt og 90,5 m. langt, med 15,8 m. høje lofter. Rummet er omgivet af åbne hylder, både på gulvniveau og på balkonen, indeholdende standard- og ikke-så-standard-opslagværker af alle slags. Lyset kommer ind af høje vinduer og lysekroner i det udskårne og malede loft. Her tilbydes studiepladseer, computere med adgang til bibliotekets baser og til internettet, dokkestationer til bærbare PC'er, tilladelse til at studere materialer fra de lukkede hylder, som personalet kan fremskaffe efter behov, og meget mere.
I 1980'erne tilbyggede biblioteket 12.000 m² plads til opbevaring. Det krævede en del ombygning, hvor Bryant Park, der ligger vest for biblioteket, blev lukket og udgravet. Der blev bygget under jorden og parken genetableret ovenpå.
The Humanities and Social Sciences bibliotek på 42nd Street er kun et af fire biblioteker, der danner NYPLs Forskningsbiblioteker. De andre er the Schomburg Center for Black Research and Culture, the New York Public Library for the Performing Arts og the Science Industry and Business Library.
Tilknyttet hovedbiblioteket er der 80 filialbiblioteker og fem centralbiblioteker, alle placeret i Bronx, på Manhattan og Staten Island. Som tidligere nævnt har Brooklyn og Queens deres egne bibliotekssystemer. Til sammenligning kan siges, at hovedbiblioteket i København har 26 filialer.
Biblioteket har også været med i mange film og serier, for det meste som baggrund eller som et kortvarigt mødested. Det er med som baggrund for en vigtig plotudvikling i Spider-Man fra 2002 og som en meget vigtig del af filmen The Day After Tomorrow fra 2004. Biblioteket er også meget med i starten af Ghostbusters fra 1984, hvor en bibliotekar møder et spøgelse i kælderen. Biblioteket optræder også i film som Breakfast at Tiffany's, Escape From New York og Regarding Henry. Af tv-serier har det været med i bl.a. Futurama og Seinfeld.
40°42′46″N 74°00′22″V / 40.712775°N 74.005973°V